# Pseudocryphaea domingensis
Pseudocryphaea domingensis är en bladmossart som beskrevs av William Russell Buck 1980 [1981. Pseudocryphaea domingensis ingår i släktet Pseudocryphaea och familjen Leptodontaceae. Inga underarter finns listade i Catalogue of Life.